# Novaci, Giurgiu
Novaci este un sat ce aparține orașului Mihăilești din județul Giurgiu, Muntenia, România.

 Acest articol despre o localitate din județul Giurgiu este deocamdată un ciot. Puteți ajuta Wikipedia prin completarea lui.